# カムループス・インディアン寄宿学校
カムループス・インディアン寄宿学校（英語: Kamloops Indian Residential School、カムループス・インディアン・レジデンシャル・スクール）は、カナダ・ブリティッシュコロンビア州カムループスで、アメリカ先住民子女の同化政策のために運営されていた学校（インディアン寄宿学校）である。
19世紀後半に設立された139のインディアン寄宿学校中最大規模で、イヌイット、ファースト・ネーション、メティ (カナダ)出身の生徒が最大時500人在籍した。2021年5月27日、在籍していた215人の遺骨が跡地で確認されたことが明らかとなった。